# Ansatz
Ansatz (de l'allemand, signifiant « début », « naissance », « racine » ; au pluriel Ansätze) est un terme parfois utilisé par les physiciens et les mathématiciens pour décrire l'établissement d'une équation (ou de plusieurs équations) décrivant un problème mathématique ou physique. Il peut prendre en considération les conditions aux limites. Après qu'un ansatz a été établi, les équations sont résolues pour la fonction générale d'intérêt. Typiquement, la résolution d'un problème sous forme verbale commence par l'écriture de l'ansatz avec suffisamment de précision subséquente pour conduire à la solution. C'est une supposition qui marche — une conjecture, en quelque sorte.
Par exemple, étant donné un ensemble de données expérimentales qui semblent former un cluster le long d'une ligne, un ansatz linéaire peut être créé afin de mettre les paramètres de cette linéarité par un lissage de courbe basé sur la méthode des moindres carrés. Des méthodes d'approximations par calcul variationnel utilisent des ansätze à partir desquels des lissages sont effectués pour déterminer les paramètres nécessaires. Un autre exemple peut être l'équilibrage d'équations impliquant masse, énergie et entropie qui, considérées simultanément pour les besoins d'opérations élémentaires d'algèbre linéaire, sont les ansätze pour la plupart des problèmes de base en thermodynamique. Un dernier exemple d'ansatz est de supposer que les solutions d'une équation différentielle linéaire homogène et d'une équation différentielle ont, respectivement, une forme exponentielle ou une forme puissance. Plus généralement, on peut supposer une solution particulière d'un système d'équations et la tester comme ansatz par une substitution directe de la solution dans le système à résoudre.